# B. Marton Frigyes
B. Marton Frigyes (Budapest, 1951. október 28. –) Balázs Béla-díjas magyar operatőr, rendező, egyetemi tanár.

## Életpályája
Szülei: Marton Frigyes (1928–2002) rendező és Braun Mária voltak. 1970-ben érettségizett. 1970–1990 között a Magyar Televízió munkatársa volt. 1975–1979 között a Színház- és Filmművészeti Főiskola hallgatója volt. 1979 óta önálló operatőr. 1991-től egyéni vállalkozó. 2003-ban, 2006–2007 között, valamint 2013-tól a Színház- és Filmművészeti Egyetem tanára.

## Filmjei
- Bánk bán (1974; Zenés TV színház)
- Ida regénye (1974)
- Gellérthegyi álmok (1975)
- Az a szép, fényes nap (1981)
- Mint oldott kéve (1983)
- Szeret-e még? (1984)
- Vásár (1985)
- Mamiblu (1986)
- Béketárgyalás, avagy az évszázad csütörtökig tart (1989)
- Angyalbőrben (1990)
- Az apostol (1991)
- Ördög vigye (1992)
- Bukfenc (1993)
- Közjáték (1993)
- Isten madárkái (1994)
- Szarajevó kávéház (1995)
- Fejezetek a magyar film történetéből (1995)
- Befordultam a konyhára (1997)
- Kis lak áll a nagy Duna mentében (1999)
- István, az apostoli király (2000)
- Ikonosztáz (2001)
- Ennyiből ennyi (2001)
- Gáspár (2001)
- Rendőrsztori (2002)
- Rejtélyes viszonyok (2002)
- Limonádé (2002)
- Holdfogyatkozás (2002)
- Gondolatok a vallásos világkép női princípiumáról (2003)
- Öreganyáink tudománya (2004)
- Gálvölgyi Show (2006-2009)
- Örkény lexikon (2006)
- Kútfejek (2006)
- Tűzvonalban (2007-2012)
- Álomlátók (2008)
- Zöldbáró (2008)
- És a nyolcadik napon (2009)
- Mindenből egy van (2011-2012)
- Szájhősök (2012)
- A mi kis falunk (2017)

## Díjai
- a Nemzetközi Táncfilm Fesztivál Fődíja (1980)
- MTV Év operatőre (1985-1986)
- Veszprémi TV-találkozó Operatőri díja (1986)
- Ezüst sas díj (1989)
- Nyugat-Berlin filmfesztivál fődíja (1990)
- Monte-Carlói Nemzetközi Fesztivál, zsűri különdíja (1998)
- Balázs Béla-díj (2003)
- Illés György-díj (2007)